# Eucera primiveris
Eucera primiveris là một loài Hymenoptera trong họ Apidae. Loài này được Timberlake mô tả khoa học năm 1969.